# Andreas Helmersen
Andreas Klausen Helmersen (Trondheim, 15 marzo 1998) è un calciatore norvegese, attaccante del Bodø/Glimt.

## Carriera

### Club
Helmersen è cresciuto nelle giovanili del Freidig, per poi entrare a far parte di quelle del Rosenborg. Ha esordito nella prima squadra di quest'ultimo club in data 22 aprile 2015, quando è stato schierato titolare nella vittoria per 0-3 arrivata sul campo del Vuku, sfida valida per il primo turno del Norgesmesterskapet. Il 2 luglio seguente ha disputato invece il primo incontro nelle competizioni UEFA per club, quando è subentrato a Riku Riski nel successo per 0-2 in casa del Víkingur Gøta, sfida valida per i turni preliminari dell'Europa League. L'8 giugno 2017 ha rinnovato il contratto che lo legava al club, fino al 31 dicembre 2018. Il 5 novembre 2017 ha debuttato in Eliteserien, subentrando a Jacob Rasmussen nella sconfitta per 2-1 subita sul campo dell'Aalesund. Il 17 febbraio 2018 ha ulteriormente prolungato il contratto con il Rosenborg, fino al 31 dicembre 2020.
Il 20 febbraio 2018 è stato ceduto in prestito al Ranheim. Ha giocato la prima partita con la nuova maglia, in Eliteserien, in data 2 aprile: ha sostituito Michael Karlsen nella vittoria interna per 4-1 sullo Stabæk. L'11 aprile 2018 ha trovato il primo gol, nel successo per 1-2 in casa del Sandefjord.
Il 16 gennaio 2019 è stato ceduto all'Odd, ancora con la formula del prestito. Nel corso di un'amichevole di preparazione alla nuova stagione, disputata contro il CSKA Mosca, ha subito un infortunio al ginocchio che lo ha obbligato ad un intervento chirurgico. Ha quindi saltato l'intero campionato 2019. Rientrato quindi al Rosenborg per fine prestito, si è svincolato al termine della stagione 2020.
Il 26 gennaio 2021, Helmersen ha firmato un contratto triennale con il Raufoss, in 1. divisjon. Ha esordito con questa nuova casacca in data 15 maggio, sostituendo Sander Werni nel pareggio per 1-1 in casa dello Strømmen. Il 18 giugno successivo ha siglato le prime reti per il Raufoss, con una doppietta nel 3-0 inflitto al Jerv.
Il 12 agosto 2022 è passato all'Hødd, in 2. divisjon, con la formula del prestito. Ha debuttato due giorni più tardi, sostituendo Kristoffer Ødven nella vittoria per 0-3 in casa del Frigg. Il 29 agosto ha siglato i primi gol, con una doppietta nel successo per 0-7 arrivato sul campo del Vålerenga 2. A fine anno ha fatto ritorno al Raufoss, dov'è rimasto per un'altra stagione.
Il 12 gennaio 2024, Helmersen è stato tesserato dall'Egersund, con un contratto biennale. Il debutto con la nuova maglia è arrivato il 1º aprile, quando ha realizzato anche una rete nel successo per 3-4 in casa del Sandnes Ulf.
Il 17 luglio 2024 è stato acquistato dal Bodø/Glimt, per cui ha firmato un accordo valido fino al 31 dicembre 2027: al momento della firma, era il capocannoniere della 1. divisjon con 13 reti. È tornato a calcare i campi dell'Eliteserien il 19 luglio successivo, subentrando a Oscar Kapskarmo nella vittoria per 3-1 contro la sua ex squadra dell'Odd. Il 3 agosto 2024 ha siglato il primo gol, nel 4-2 sull'Haugesund.

### Nazionale
Helmersen ha rappresentato la Norvegia a livello Under-16, Under-17, Under-18 e Under-21.

## Statistiche

### Presenze e reti nei club
Statistiche aggiornate al 30 gennaio 2025.
| Stagione          | Club              | Campionato        | Campionato | Campionato | Coppe nazionali | Coppe nazionali | Coppe nazionali | Coppe continentali | Coppe continentali | Coppe continentali | Supercoppe | Supercoppe | Supercoppe | Totale | Totale |
| Stagione          | Club              | Comp              | Pres       | Reti       | Comp            | Pres            | Reti            | Comp               | Pres               | Reti               | Comp       | Pres       | Reti       | Pres   | Reti   |
| ----------------- | ----------------- | ----------------- | ---------- | ---------- | --------------- | --------------- | --------------- | ------------------ | ------------------ | ------------------ | ---------- | ---------- | ---------- | ------ | ------ |
| 2015              | Rosenborg         | ES                | 0          | 0          | CN              | 3               | 0               | UEL                | 3                  | 0                  | -          | -          | -          | 6      | 0      |
| 2016              | Rosenborg         | ES                | 0          | 0          | CN              | 1               | 0               | UEL+UEL            | 0                  | 0                  | -          | -          | -          | 1      | 0      |
| 2017              | Rosenborg         | ES                | 1          | 0          | CN              | 0               | 0               | UEL+UEL            | 0                  | 0                  | -          | -          | -          | 1      | 0      |
| 2018              | Ranheim           | ES                | 23         | 3          | CN              | 2               | 1               | -                  | -                  | -                  | -          | -          | -          | 25     | 4      |
| 2019              | Odd               | ES                | 0          | 0          | CN              | 0               | 0               | -                  | -                  | -                  | -          | -          | -          | 0      | 0      |
| 2020              | Rosenborg         | ES                | 0          | 0          | -               | -               | -               | UEL                | 0                  | 0                  | -          | -          | -          | 0      | 0      |
| Totale Rosenborg  | Totale Rosenborg  | Totale Rosenborg  | 1          | 0          |                 | 4               | 0               |                    | 3                  | 0                  |            | -          | -          | 8      | 0      |
| 2021              | Raufoss           | 1D                | 28         | 6          | CN              | 2               | 2               | -                  | -                  | -                  | -          | -          | -          | 30     | 8      |
| gen.-ago. 2022    | Raufoss           | 1D                | 0          | 0          | CN              | 0               | 0               | -                  | -                  | -                  | -          | -          | -          | 0      | 0      |
| ago.-dic. 2022    | Hødd              | 2D                | 11         | 4          | CN              | -               | -               | -                  | -                  | -                  | -          | -          | -          | 11     | 4      |
| 2023              | Raufoss           | 1D                | 28         | 7          | CN              | 4               | 1               | -                  | -                  | -                  | -          | -          | -          | 32     | 8      |
| Totale Raufoss    | Totale Raufoss    | Totale Raufoss    | 56         | 13         |                 | 6               | 3               |                    | -                  | -                  |            | -          | -          | 62     | 16     |
| feb.-lug. 2024    | Egersund          | 1D                | 14         | 13         | CN              | 2               | 1               | -                  | -                  | -                  | -          | -          | -          | 16     | 14     |
| 2024              | Bodø/Glimt        | ES                | 11         | 3          | CN              | -               | -               | UCL+UEL            | 3+11               | 0+1                | -          | -          | -          | 25     | 4      |
| 2025              | Bodø/Glimt        | ES                | 1          | 0          | CN              | 1               | 1               | UCL                | 0                  | 0                  | -          | -          | -          | 2      | 1      |
| Totale Bodø/Glimt | Totale Bodø/Glimt | Totale Bodø/Glimt | 12         | 3          |                 | 1               | 1               |                    | 14                 | 1                  |            | -          | -          | 27     | 5      |
| Totale carriera   | Totale carriera   | Totale carriera   | 117        | 36         |                 | 15              | 6               |                    | 17                 | 1                  |            | -          | -          | 149    | 43     |